# Iron Man Experience
Iron Man Experience is een attractie in het Hongkongse attractiepark Hong Kong Disneyland, die werd geopend op 11 januari 2017. Het is een simulator die zich afspeelt binnen het thema van Iron Man en die gasten meeneemt in de nieuwste uitvinding van Stark Industries: de Iron Wing.

## Verhaal
Het verhaal achter de attractie is dat van Stark Industries, die op hun Stark Expo presenteren hoe zij de wereld in het verleden hebben proberen te verbeteren, maar ook hoe zij dit in de toekomst gaan doen. Gasten betreden de attractie via deze Stark Expo, wat het begin van de wachtrij vormt. De wachtrij leidt door verschillende tentoonstellingen, waaronder de Hall of Protection en de Hall of Energy, om tot slot in de Hall of Mobility uit te komen, waar de nieuwste uitvinding gepresenteerd wordt op het gebied van mobiliteit: de vliegende Iron Wing.

## Rit
Bij wijze van een proefritje nemen gasten plaats in een Iron Wing (de simulator), nadat ze hun StarkVision-brillen (3D-brillen) hebben gekregen. Het proefritje brengt gasten van de Stark Expo naar de net opgeleverde Hong Kong Stark Tower op Kowloon. Als de Iron Wing bij de Hong Kong Stark Tower is aangekomen, worden het voertuig en de toren echter aangevallen door HYDRA. Uiteindelijk schiet Iron Man zelf te hulp en zet hij de Iron Wing in om hem te helpen bij het verslaan van HYDRA. Nadat HYDRA is verslagen brengt Iron Man de Iron Wing weer terug naar de Stark Expo in Hong Kong Disneyland. Daarna verlaten gasten de Iron Wing en leveren ze hun StarkVision-bril weer in, om vervolgens de attractie te verlaten.

## Afbeeldingen

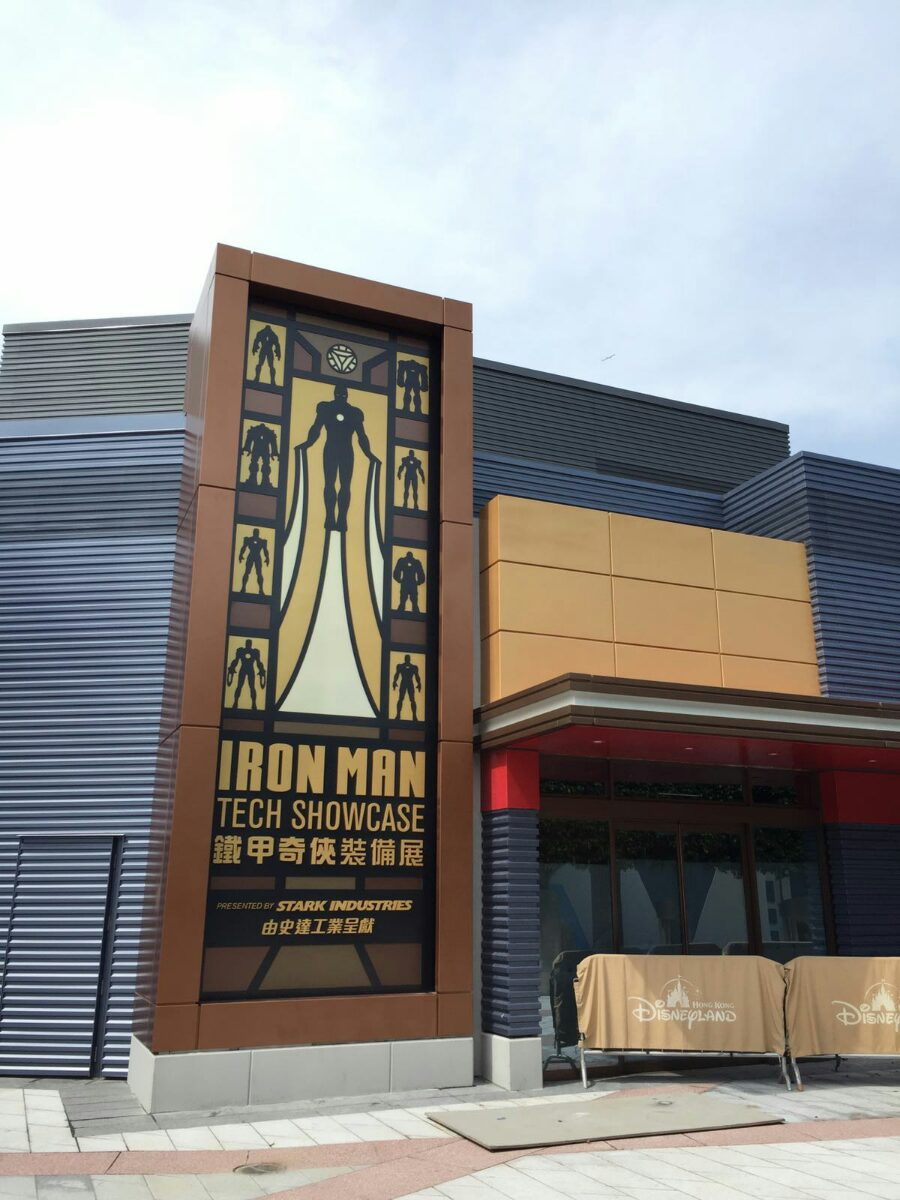
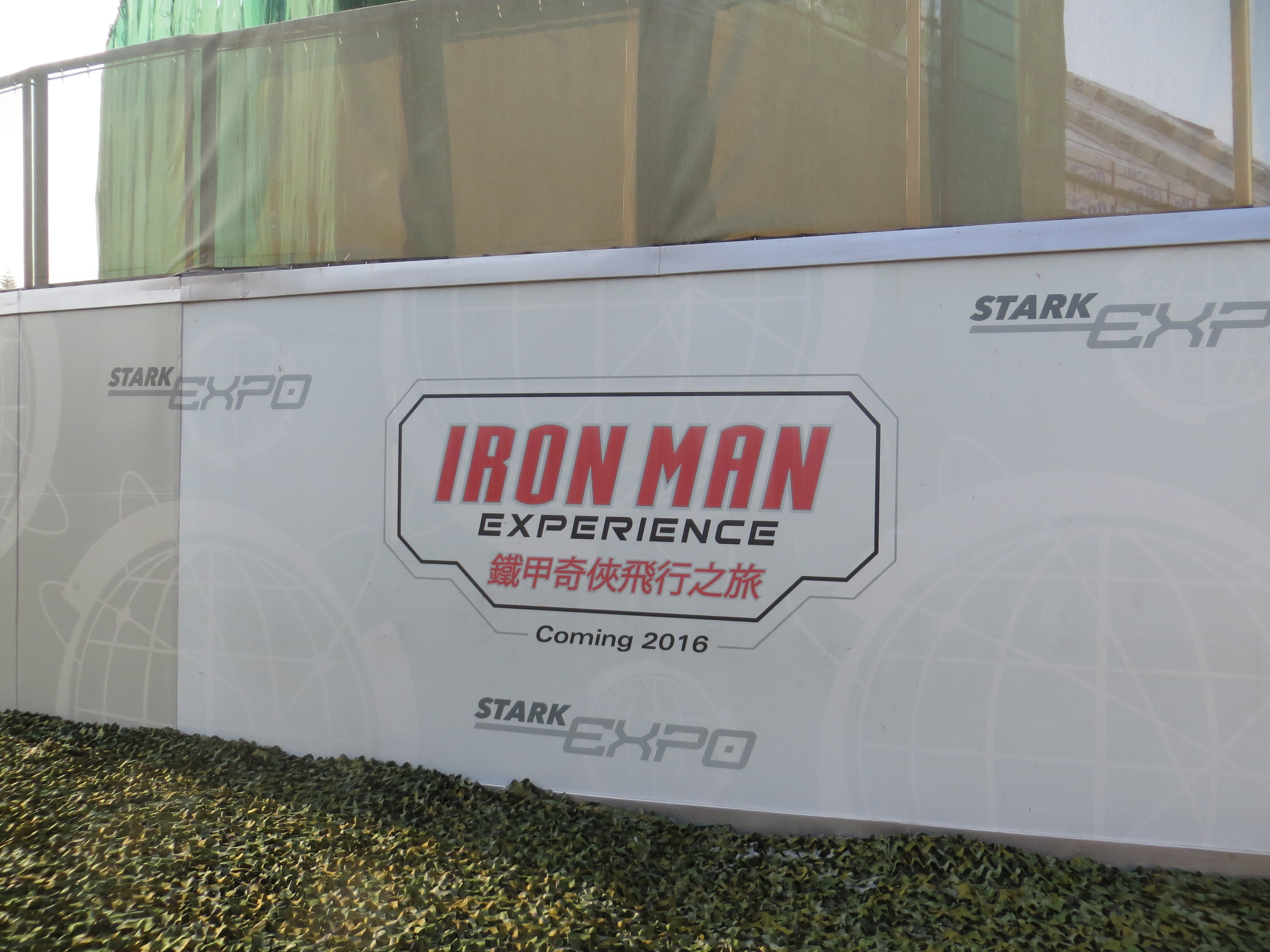
Aankondigingsbord in 2016

Hong Kong Disneyland Resort · Lijst van attracties in Hong Kong Disneyland · Sleeping Beauty Castle · afbeeldingen